# 第一倉庫冷蔵
第一倉庫冷蔵株式会社（だいいちそうこれいぞう）は、埼玉県さいたま市南区に本社を置く、物流企業。

## 概要
埼玉県南部を中心として首都圏に展開する総合物流企業。三温度帯共同配送によるネットワーク網を構築し日本物流大賞を受賞している。戸田市、和光市、さいたま市岩槻区、所沢市、入間郡三芳町など埼玉県内に大規模倉庫を開設していたことから、2015年に本社をさいたま市の副都心として整備が進む南区の武蔵浦和駅至近に移転した。普通倉庫を61棟、冷凍冷蔵倉庫を23棟所有している。

## 沿革
- 昭和33年 - 横浜市鶴見区にて創業。
- 昭和43年 - 横浜市中区に本社移転。
- 平成元年 - 岩槻市に大型冷凍冷蔵倉庫建設。
- 平成17年 - さいたま市岩槻区に大型冷凍冷蔵自動倉庫建設 。
- 平成27年 -さいたま市南区に本社移転。岩槻区に最大級の規模である岩槻長宮冷凍物流センターが完成し、さいたま市長清水勇人が開所式に出席。地域貢献の一環として、食糧の提供や避難場所として活用できる仕組みとなっている[2]。

## 関連会社
- 第一物流株式会社（配送業）
- 第一パッケージ株式会社（流通加工業）
- 株式会社第一エンジニアリング（施工管理業）
- 株式会社第一保険センター/ほけんのいっぽ（総合保険代理店業）